# Kamil Tallard
Camille d'Hostun de la Baume, Duc de Tallard (ur. 14 lutego 1652, zm. 20 marca 1728 w Paryżu), marszałek Francji.
W młodości Tallard służył w Holandii pod rozkazami księcia Condé, a od roku 1674 pod Turennem w Alzacji. W 1678 roku awansował do stopnia marszałka polnego (lub obozowego - po francusku maréchal de camp) co było odpowiednikiem generała brygady. Podczas wojny palatynackiej przekroczył Ren i spustoszył Palatynat. Po zakończeniu wojny przez dwa lata był ambasadorem Francji na dworze angielskim.
Tallard do najwyższych godności wojskowych doszedł podczas hiszpańskiej wojny sukcesyjnej. W roku 1702 dowodził korpusem nad Renem. W następnym roku został marszałkiem Francji. W 1703 zdobył Breisach i Landau in der Pfalz, a 15 listopada wygrał bitwę pod Spirą. W roku 1704 wraz z armią liczącą 29 000 żołnierzy obległ w lipcu Villingen. Po połączeniu się z liczącą 34 000 żołnierzy armią elektora Bawarii Maksymiliana II Emanuela stanął w obliczu angielsko-austriackiej armii księcia Marlborougha i Eugeniusza Sabaudzkiego. W bitwie pod Blenheim, gdzie jego armia została zdecydowanie pobita, dostał się do niewoli.
Po uwolnieniu Tallard w 1712 został księciem, a w 1715 parem Francji. W testamencie Ludwika XIV został wyznaczony do rady regencyjnej, jednak książę Orleański anulował ten testament.
W roku 1724 Tallard został wybrany prezesem francuskiej Akademii Nauk, a w 1726 został ministrem stanu. Zmarł w roku 1728.
Pamiętnikarz Louis de Rouvroy, książę de Saint-Simon uważał go za intryganta i chudzielca będącego wcieleniem zawiści, ambicji i skąpstwa, niezdolnego do oddania przysługi. Właśni oficerowie uwielbiali go i wszyscy lubili z nim rozmawiać (ponieważ wiele wiedział i miał żywy umysł), lecz wszyscy wiedzieli, że nie można na nim polegać.